# VTV Cup 2023
Giải bóng chuyền nữ Quốc tế VTV Cup Ferroli 2023 là giải bóng chuyền nữ quốc tế lần thứ 17 của VTV Cup do Liên đoàn bóng chuyền Việt Nam và Đài Truyền hình Việt Nam phối hợp tổ chức. Nhà tài trợ cho mùa giải này là Công ty Trách nhiệm Hữu hạn Ferroli Asean. Giải đấu được tổ chức từ ngày 19 tháng 8 đến ngày 26 tháng 8 năm 2023 ở Lào Cai, Việt Nam.
Mùa giải này đánh dấu sự trở lại của VTV Cup sau 3 năm vắng bóng do ảnh hưởng của Đại dịch COVID-19. Đây cũng là kỳ VTV Cup đầu tiên áp dụng công nghệ Video Challenge Eyes để hỗ trợ cho các trọng tài.

## Các đội tham dự
Có 7 đội tuyển được xác định sẽ tham dự giải đấu. Chủ nhà Việt Nam cử hai đội tuyển quốc gia tham gia thi đấu cùng với năm đội khách mời. Tuy nhiên, vào ngày 16 tháng 8 năm 2023, Mông Cổ tuyên bố rút lui khỏi giải đấu.
- Việt Nam 1 (chủ nhà)
- Việt Nam 2 (chủ nhà)
- Úc
- Mông Cổ
- Đại học Kansai
- Suwon
- Choco Mucho Flying Titans

## Vòng bảng
- Tất cả các trận đấu được tính theo Giờ ở Việt Nam (UTC+07:00).

|      |                           | Trận đấu | Trận đấu | Điểm | Set | Set | Set   | Điểm | Điểm | Điểm  |
| Hạng | Đội                       | T        | B        | Điểm | T   | B   | Tỉ lệ | T    | B    | Tỉ lệ |
| ---- | ------------------------- | -------- | -------- | ---- | --- | --- | ----- | ---- | ---- | ----- |
| 1    | Việt Nam 1                | 5        | 0        | 15   | 15  | 2   | 7.500 | 418  | 324  | 1.290 |
| 2    | Việt Nam 2                | 4        | 1        | 11   | 13  | 6   | 2.167 | 447  | 392  | 1.140 |
| 3    | Choco Mucho Flying Titans | 3        | 2        | 9    | 11  | 9   | 1.222 | 431  | 418  | 1.031 |
| 4    | Đại học Kansai            | 2        | 3        | 6    | 8   | 10  | 0.800 | 391  | 414  | 0.944 |
| 5    | Suwon                     | 1        | 4        | 4    | 6   | 13  | 0.462 | 393  | 440  | 0.893 |
| 6    | Úc                        | 0        | 5        | 0    | 2   | 15  | 0.133 | 329  | 421  | 0.781 |

| Ngày       | Thời gian |                           | Điểm |                           | Set 1 | Set 2 | Set 3 | Set 4 | Set 5 | Tổng    | Nguồn |
| ---------- | --------- | ------------------------- | ---- | ------------------------- | ----- | ----- | ----- | ----- | ----- | ------- | ----- |
| 19 tháng 8 | 15:00     | Đại học Kansai            | 1–3  | Choco Mucho Flying Titans | 17–25 | 23–25 | 25–19 | 22–25 |       | 87–94   | VOD   |
| 19 tháng 8 | 17:00     | Việt Nam 2                | 3–1  | Suwon                     | 23–25 | 25–12 | 25–21 | 25–16 |       | 98–74   | VOD   |
| 19 tháng 8 | 19:30     | Việt Nam 1                | 3–0  | Úc                        | 25–18 | 25–11 | 25–15 |       |       | 75–44   | VOD   |
|            |           |                           |      |                           |       |       |       |       |       |         |       |
| 20 tháng 8 | 15:00     | Suwon                     | 0–3  | Đại học Kansai            | 18–25 | 16–25 | 22–25 |       |       | 56–75   | VOD   |
| 20 tháng 8 | 17:00     | Việt Nam 2                | 3–0  | Úc                        | 25–23 | 25–18 | 25–19 |       |       | 75–60   | VOD   |
| 20 tháng 8 | 19:00     | Việt Nam 1                | 3–0  | Choco Mucho Flying Titans | 25–21 | 25–19 | 25–16 |       |       | 75–56   | VOD   |
|            |           |                           |      |                           |       |       |       |       |       |         |       |
| 21 tháng 8 | 15:00     | Úc                        | 0–3  | Choco Mucho Flying Titans | 15–25 | 23–25 | 10–25 |       |       | 48–75   | VOD   |
| 21 tháng 8 | 17:00     | Việt Nam 2                | 3–0  | Đại học Kansai            | 25–23 | 25–19 | 25–21 |       |       | 75–63   | VOD   |
| 21 tháng 8 | 19:00     | Suwon                     | 0–3  | Việt Nam 1                | 23–25 | 20–25 | 26–28 |       |       | 69–78   | VOD   |
|            |           |                           |      |                           |       |       |       |       |       |         |       |
| 22 tháng 8 | 15:00     | Suwon                     | 3–1  | Úc                        | 25–21 | 22–25 | 25–20 | 25–20 |       | 97–86   | VOD   |
| 22 tháng 8 | 17:00     | Việt Nam 2                | 3–2  | Choco Mucho Flying Titans | 20–25 | 26–28 | 25–21 | 25–20 | 15–9  | 111–103 | VOD   |
| 22 tháng 8 | 19:00     | Đại học Kansai            | 1–3  | Việt Nam 1                | 10–25 | 19–25 | 25–23 | 13–25 |       | 67–98   | VOD   |
|            |           |                           |      |                           |       |       |       |       |       |         |       |
| 23 tháng 8 | 15:00     | Choco Mucho Flying Titans | 3–2  | Suwon                     | 16–25 | 22–25 | 25–19 | 25–17 | 15–11 | 103–97  | VOD   |
| 23 tháng 8 | 17:00     | Úc                        | 1–3  | Đại học Kansai            | 26–24 | 22–25 | 22–25 | 21–25 |       | 91–99   | VOD   |
| 23 tháng 8 | 19:00     | Việt Nam 1                | 3–1  | Việt Nam 2                | 17–25 | 25–18 | 25–23 | 25–22 |       | 92–88   | VOD   |

## Vòng đấu loại trực tiếp
|  | Bán kết                   | Bán kết    |               |   | Chung kết | Chung kết |
|  |                           |            |               |   |           |           |
|  | 25 tháng 8                |            |               |   |           |           |
|  |                           |            |               |   |           |           |
|  | Việt Nam 1                | 3          |               |   |           |           |
|  | Việt Nam 1                | 3          | 26 tháng 8    |   |           |           |
|  | Đại học Kansai            | 0          |               |   |           |           |
|  | Đại học Kansai            | 0          | Việt Nam 1    | 3 |           |           |
|  | 25 tháng 8                |            | Việt Nam 1    | 3 |           |           |
|  |                           | Việt Nam 2 | 0             |   |           |           |
|  | Việt Nam 2                | Việt Nam 2 | 0             | 3 |           |           |
|  | Việt Nam 2                |            |               | 3 |           |           |
|  | Choco Mucho Flying Titans | 2          |               |   |           |           |
|  | Choco Mucho Flying Titans | 2          | Tranh hạng ba |   |           |           |
|  |                           |            |               |   |           |           |
|  | 26 tháng 8                |            |               |   |           |           |
|  |                           |            |               |   |           |           |
|  | Đại học Kansai            | 1          |               |   |           |           |
|  | Đại học Kansai            | 1          |               |   |           |           |
|  | Choco Mucho Flying Titans | 3          |               |   |           |           |

### Bán kết
| Ngày       | Thời gian |            | Điểm |                           | Set 1 | Set 2 | Set 3 | Set 4 | Set 5 | Tổng   | Nguồn |
| ---------- | --------- | ---------- | ---- | ------------------------- | ----- | ----- | ----- | ----- | ----- | ------ | ----- |
| 25 tháng 8 | 17:00     | Việt Nam 1 | 3–0  | Đại học Kansai            | 25–21 | 25–17 | 25–18 |       |       | 75–56  | VOD   |
| 25 tháng 8 | 19:00     | Việt Nam 2 | 3–2  | Choco Mucho Flying Titans | 25–18 | 18–25 | 25–12 | 22–25 | 15–5  | 105–85 | VOD   |

### Tranh hạng 5
| Ngày       | Thời gian |       | Điểm |    | Set 1 | Set 2 | Set 3 | Set 4 | Set 5 | Tổng    | Nguồn |
| ---------- | --------- | ----- | ---- | -- | ----- | ----- | ----- | ----- | ----- | ------- | ----- |
| 26 tháng 8 | 15:00     | Suwon | 2–3  | Úc | 23–25 | 25–21 | 26–24 | 22–25 | 17–19 | 113–114 | VOD   |

### Tranh hạng 3
| Ngày       | Thời gian |                | Điểm |                           | Set 1 | Set 2 | Set 3 | Set 4 | Set 5 | Tổng  | Nguồn |
| ---------- | --------- | -------------- | ---- | ------------------------- | ----- | ----- | ----- | ----- | ----- | ----- | ----- |
| 26 tháng 8 | 17:00     | Đại học Kansai | 1–3  | Choco Mucho Flying Titans | 20–25 | 25–23 | 13–25 | 18–25 |       | 76–98 | VOD   |

### Chung kết
| Ngày       | Thời gian |            | Điểm |            | Set 1 | Set 2 | Set 3 | Set 4 | Set 5 | Tổng  | Nguồn |
| ---------- | --------- | ---------- | ---- | ---------- | ----- | ----- | ----- | ----- | ----- | ----- | ----- |
| 26 tháng 8 | 19:00     | Việt Nam 1 | 3–0  | Việt Nam 2 | 25–14 | 26–24 | 25–19 |       |       | 76–57 |       |

## Xếp hạng chung cuộc
| Xếp hạng | Đội                       |
| -------- | ------------------------- |
| 1        | Việt Nam 1                |
| 2        | Việt Nam 2                |
| 3        | Choco Mucho Flying Titans |
| 4        | Đại học Kansai            |
| 5        | Úc                        |
| 6        | Suwon                     |

| Vô địch VTV Cup 2023   |
| ---------------------- |
| · Việt Nam · Lần thứ 6 |

## Giải thưởng cá nhân
| - Vận động viên toàn diện nhất giải đấu Trần Thị Thanh Thúy (Việt Nam 1) - Vận động viên chủ công xuất sắc nhất Sisi Rondina (Choco Mucho Flying Titans) Hikaru Tamura (Đại học Kansai) - Vận động viên phụ công xuất sắc nhất Maddie Madayag (Choco Mucho Flying Titans) Lê Thanh Thúy (Việt Nam 2) | - Vận động viên đối chuyền xuất sắc nhất Hoàng Thị Kiều Trinh (Việt Nam 1) - Vận động viên chuyền hai xuất sắc nhất Đoàn Thị Lâm Oanh (Việt Nam 1) - Vận động viên libero xuất sắc nhất Lê Thị Thanh Liên (Việt Nam 2) - Hoa khôi VTV Cup Ferroli 2023 Hoàng Thị Kiều Trinh (Việt Nam 1) |

## Truyền hình
Các trận đấu của Giải bóng chuyền nữ Quốc tế VTV Cup Ferroli 2023 được phát sóng truyền hình trực tiếp trên kênh VTV2, VTV5, ứng dụng VTVGo và kênh YouTube VTV Thể Thao của Đài Truyền hình Việt Nam, đồng thời được Đài Phát thanh - Truyền hình Lào Cai tiếp sóng trên kênh truyền hình địa phương.